# Hallerwiese

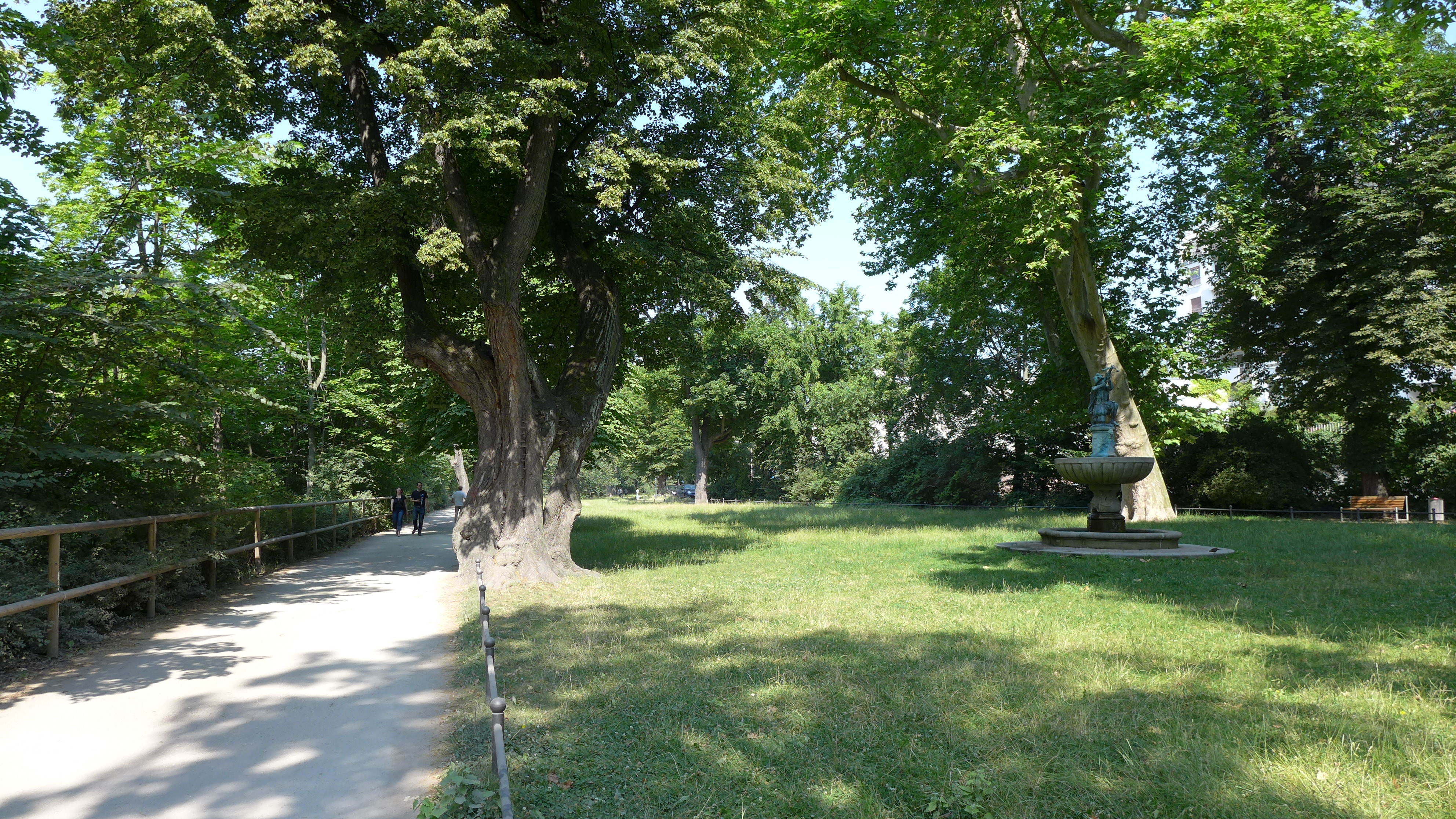
Alte Linde (Naturdenkmal) im Süden der Hallerwiese (2013)

Die Hallerwiese ist eine 1,7 Hektar große Parkanlage im Nürnberger Stadtteil St. Johannis (Nürnberg). Die Hallerwiese liegt westlich des Hallertors und damit außerhalb der Altstadt. Sie erstreckt sich entlang des rechten Ufers der Pegnitz zwischen der Hallertorbrücke und dem Großweidenmühlsteg. Linksseitig des linken Flussufers liegt der Kontumazgarten. Ein Fuß- und Radweg führt östlich durch das Hallertürlein in die Sebalder Altstadt. Hallerwiese ist auch der Name des Distrikts 070 im Bezirk 07 St. Johannis, dessen Gebiet aber nicht identisch mit der Parkanlage ist.

## Geschichte

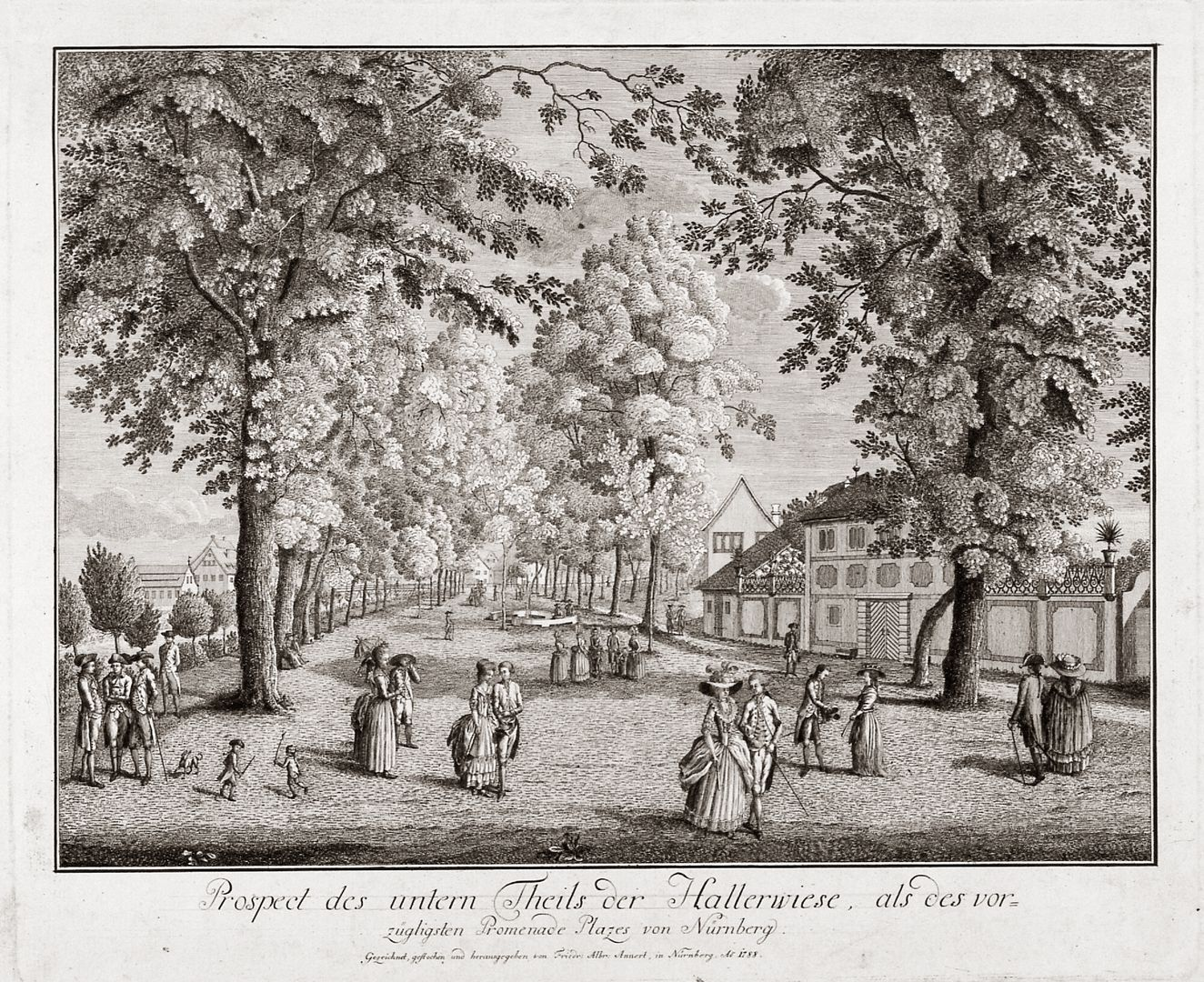
Prospekt der Hallerwiese von 1788, Kupferstich von Friedrich Albert Annert

Im Mai 1434 erwarb der Rat der Stadt Nürnberg von Margareta Heyden geb. Haller, eine unmittelbar vor dem Mauerring gelegene Wiese an der Pegnitz zum Preis von 561 Pfund. Der Name der Anlage erinnert an die ehemaligen Besitzer, die Patrizierfamilie Haller von Hallerstein. Der Rat stellte das neu erworbene Gelände „allen inwonern zu lust und ergetzung“ zur Verfügung. Die Hallerwiese ist damit die älteste öffentlich gewidmete Grünfläche Nürnbergs und gilt als frühester für die Öffentlichkeit nutzbarer Erholungsfreiraum in einer mittelalterlichen deutschen Großstadt. Darauf weist eine am Hallertürlein aufgestellte Gedenktafel hin, welche die historische Bedeutung der Grünanlage als Markstein der Stadtgeschichte würdigt.
Die Hallerwiese wurde in der Vergangenheit vielfältig genutzt, als Fest- und Schützenplatz, zum Spazierengehen und Flanieren, als Treffpunkt für Verliebte und zum Spielen.
Stadtbaumeister Paulus Vorchtel ließ zwischen 1449 und 1453 mehrere Lindenreihen planmäßig auf der Grünfläche pflanzen, die 1552 im Zweiten Markgrafenkrieg für ein freies Schussfeld im Bereich des sogenannten Burgfriedens gefällt wurden.
Bereits 7 Jahre später wurden diese Lindenbäume wieder nachgepflanzt. Heute zeugt noch eine mächtige, etwa 400 Jahre alte Linde im Süden der Anlage von dem historischen Baumbestand. Die Linde wurde als Naturdenkmal von der Stadt Nürnberg ausgewiesen.
Die ansprechende Gestaltung der Anlage belegt ein Kupferstich aus dem Jahre 1788 von Friedrich Albert Annert.
1886 wurde an der Hallerwiese das Logenhaus Nürnberg der Logen „Joseph zur Einigkeit“ und „Zu den drei Pfeilen“ eingeweiht. Im Ersten Weltkrieg wurde dort ein Lazarett betrieben. Nach erzwungener Auflösung der Logen nutzten die Nationalsozialisten das Haus als antimasonisches Propaganda-Museum. Infolge von Kriegsschäden wurde das Haus abgerissen und 1969 durch einen Neubau ersetzt.

### Die Hallerwiese als Fest- und Schützenplatz

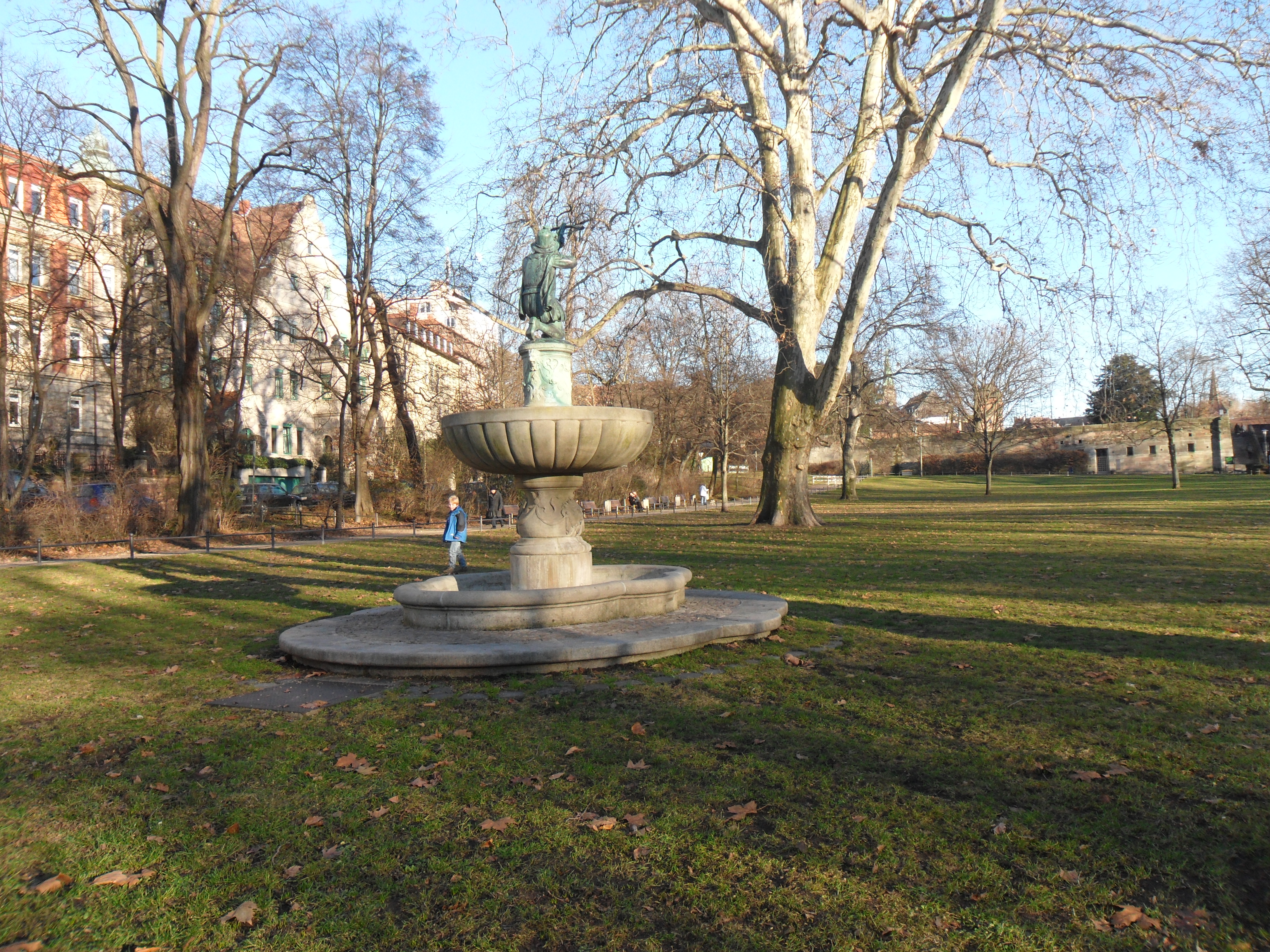
Schnepperschützen-Brunnen auf der Hallerwiese (2011)

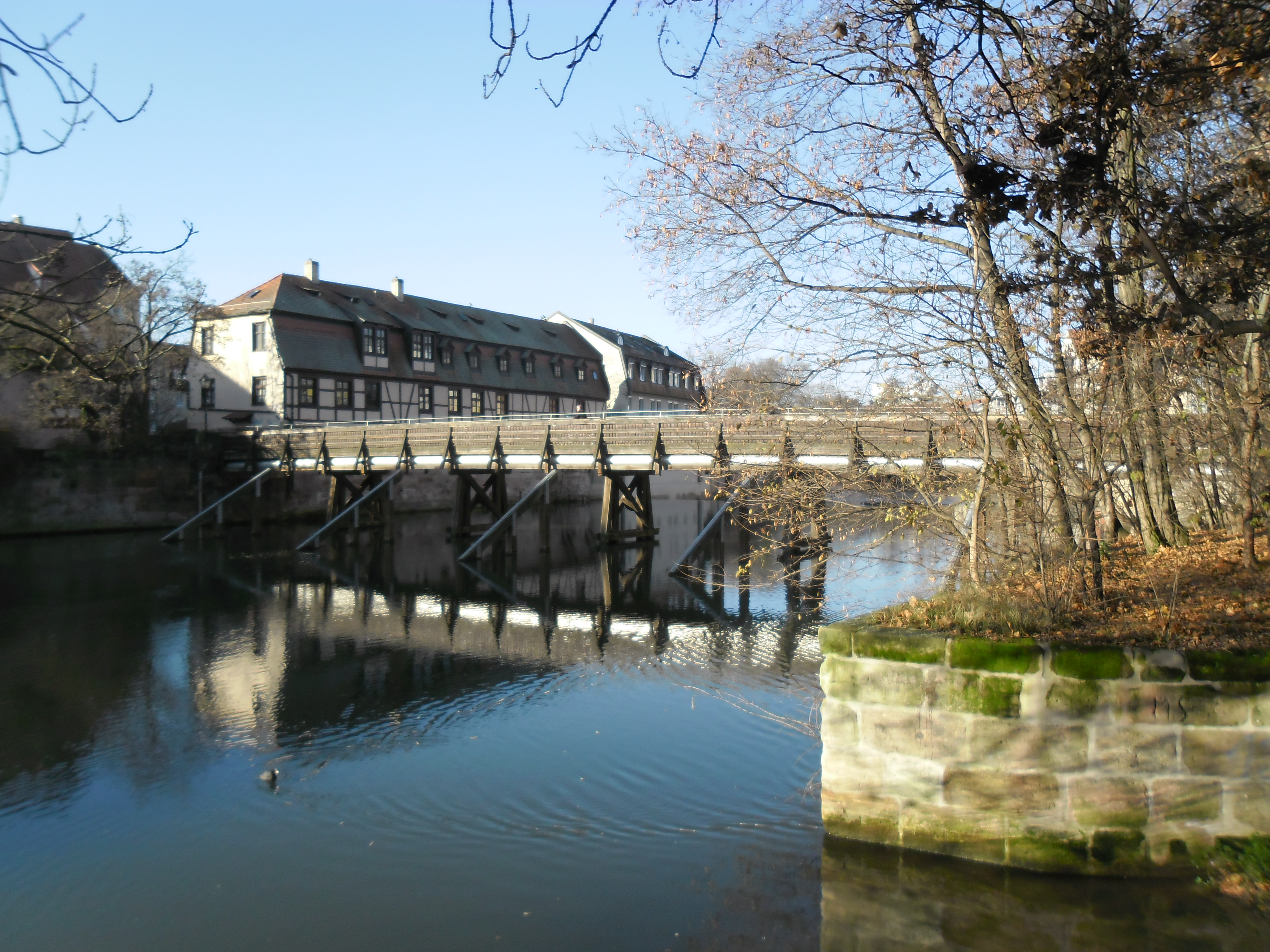
Der Großweidenmühlsteg

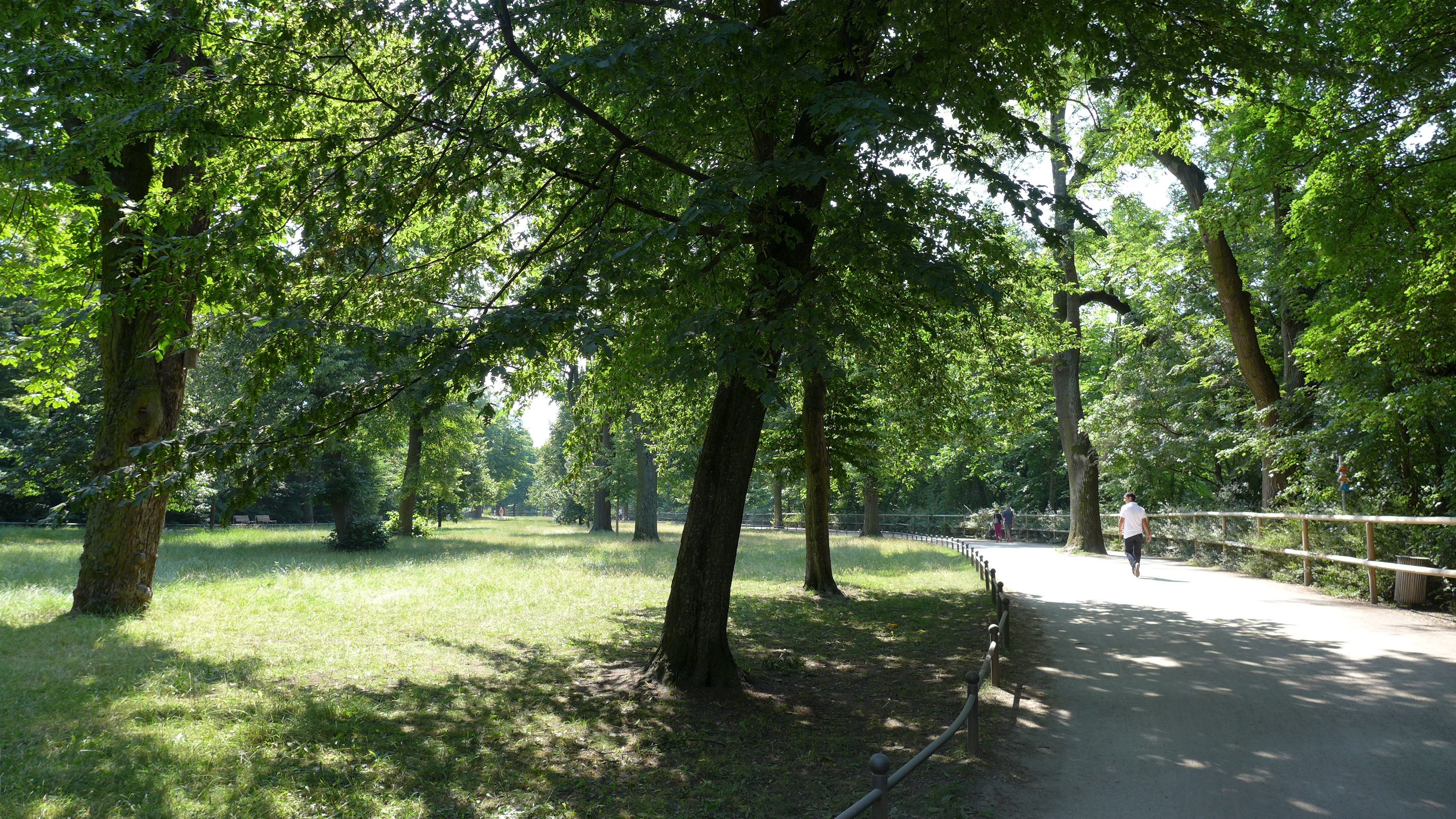
Kombinierter Geh- und Radweg zwischen Hallerwiese und Pegnitz (2013)

Lange Zeit diente die Hallerwiese als Fest- und Schützenplatz. Das erste urkundlich nachweisbares Armbrustschützenfest fand im Jahre 1439 statt. Um Kaiser Friedrich III. aus dem Hause Habsburg zu ehren, wurde auf der Festwiese 1487 eine Feierlichkeit abgehalten. Das Ende des Dreißigjährigen Krieges durch die Friedensverträge des Westfälischen Friedens (1648) wurde im Jahre 1650 auf der Hallerwiese mit einem 30 Tage währenden Fest und einem großen Feuerwerk gefeiert. In diesem Zusammenhang verfasste der Barockdichter Johann Klaj ein Gedicht mit folgenden einleitenden Worten:
"Da wo der Pegnitzfluß sich aus der Stadt ergeußt [...] Liegt ein bebäumter Plan, ein Plan, der hoch gepriesen, Den man von Alters her benannt die Hallerwiesen [...]."
Bis 1768 wurden die Schützenfeste der Armbrustschützen auf der Grünfläche ausgetragen.
Zur Erinnerung an die Armbrust- oder Schnepperschützen wurde 1904 durch eine Spende des Bürgervereins St. Johannis der Schnepperschützen-Brunnen aufgestellt, eine Bronzeplastik des Bildhauers Leonhard Herzog, die einen Armbrustschützen in höfischer Jagdkleidung des 16. Jahrhunderts darstellt. Noch heute ist dieser Brunnen in Betrieb. 1482 wurde die Grünanlage mit drei schalenförmigen Röhrenbrunnen ausgestattet, die allerdings die Zeit nicht überdauert haben.

### Heutige Nutzung
Die unscheinbare kleine Parkanlage mit großen Wiesenflächen, den alten Lindenreihen und dem Armbrustbrunnen in der Mitte dient als beliebter Erholungsraum für St. Johannis und ist eingebunden in den weitläufigen Grünraum des Pegnitztals West. Ein kombinierter Geh- und Radweg bildet die südliche Begrenzung der Grünanlage zur Pegnitz und ist Teil der übergeordneten Freiraumverbindung in Richtung Fürth. Der Blick zum Pegnitzufer ist über weite Strecken aufgrund des dichten Ufer- und Begleitgehölzes versperrt. Ein Erleben der Flusslandschaft ist somit schwer möglich. Das Café Schnepperschütze befindet sich im Osten des Parks und bildet den belebten Eingang zur Altstadt über die Hallertorbrücke. Die Hallerwiese gehört trotz ihrer geringen Größe und schlichten Erscheinung zu einer der wichtigsten Grünanlagen in Nürnberg.

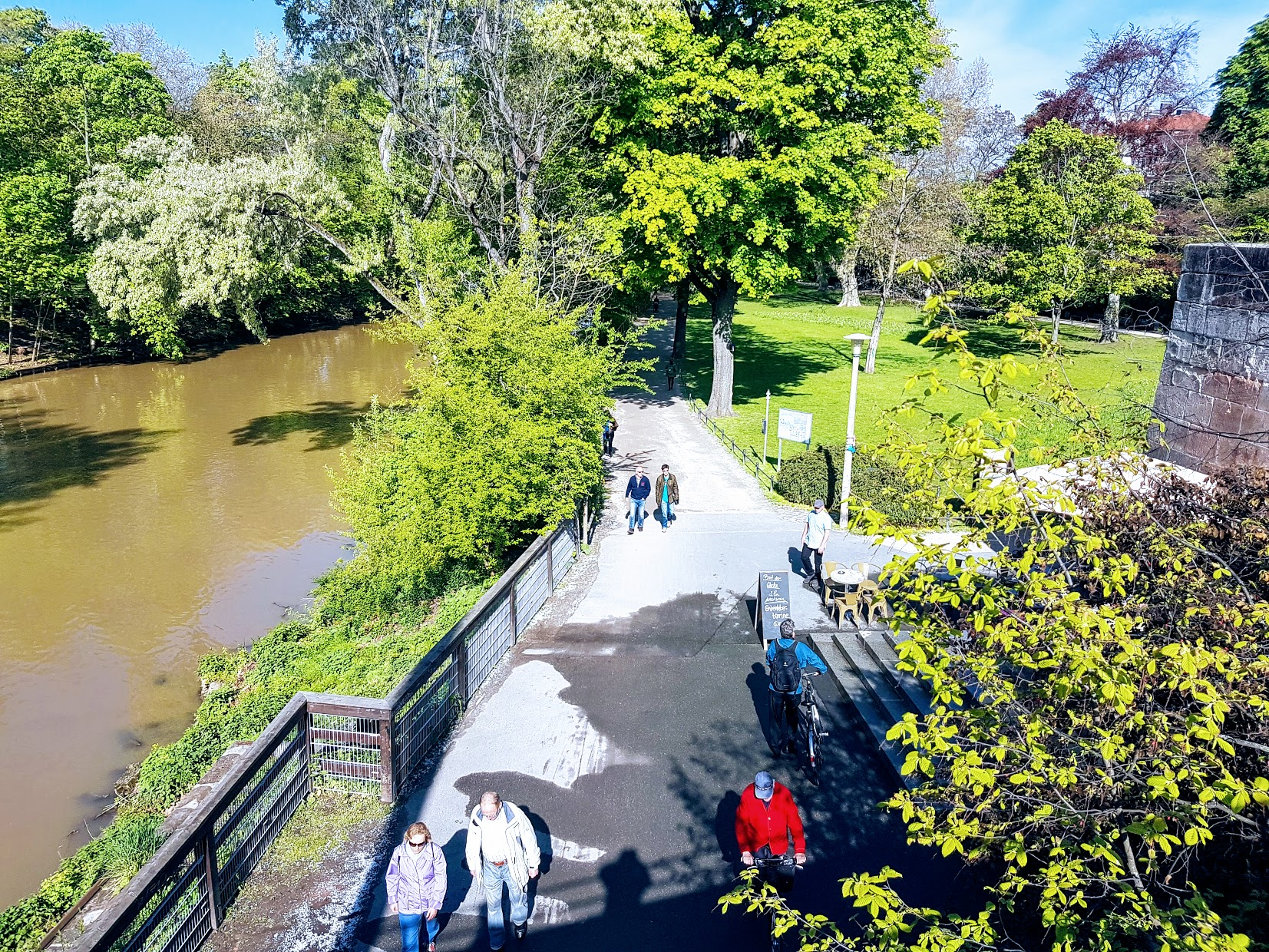
Hallerwiese – Blick vom Schnepperschütz